# Friedrich Wilhelm Dörpfeld
Friedrich Wilhelm Dörpfeld (ur. 8 marca 1824 w Selscheid w Wermelskirchen; zm. 27 października 1893 w Ronsdorf) – niemiecki pedagog. Ojciec Wilhelma Dörpfelda.

## Życiorys
Urodził się w rodzinie Johanna Wilhelma Dorpfelda (1796–1863) i Anny Wilhelminy Jungi (1800–1873). Przez długie lata był nauczycielem w Wupperfeld, w którym zasłynął kunsztem pedagogicznym. W latach 1841–1842 był nauczycielem pomocniczym, a następnie nauczycielem. W 1844 ukończył seminarium nauczycielskie w Mors. W 1847 roku została opublikowana jego pierwsza praca Etwas über die Seminarbildung von einem ehemaligen Seminaristen. Od października 1848 roku piastował stanowisko głównego nauczyciela w szkole w luterańskiej parafii Wupperfeld. W 1851 roku poślubił Christine Keller, córkę pastora, z którą dochował się dwóch synów i czterech córek. W 1872 roku został powołany do realizacji reformy szkolnictwa ludowego. W 1880 roku ze względu na astmę przeszedł na emeryturę, a w 1887 przeprowadził się z najstarszą córką do Ronsdorf. Był jednym z założycieli "Vereins evangelischer Lehrer und Schulfreunde für Rheinland und Westphalen" ("Stowarzyszenia protestanckich nauczycieli i przyjaciół szkoły w Nadrenii i Westfalii").

## Zainteresowania naukowe
Zainteresowania naukowe Friedricha Dörpfelda koncentrowały się wokół problematyki reformy szkolnictwa ludowego. Na bazie doświadczeń wprowadzanych przez siebie zmian w nauczaniu, opublikowanych m.in. w pracach Grundlinien zu einer Theorie des Lehrplans oraz Der didaktische Materialismus, dokonał podziału wiedzy przyswajanej przez uczniów. Podstawowymi grupami tematycznymi nauczania były: nauka o rzeczach (religia, przyroda, życie człowieka), nauka języka (czytanie, pisanie) oraz nauka formalna (liczenie, rysowanie, śpiew).

## Główne prace
- Etwas über die Seminarbildung von einem ehemaligen Seminaristen, 1847
- Die freie Schulgemeinde und ihre Anstalten auf dem Boden der freien Kirche im freien Staate Beitrage zur Theorie des Schulwesens, 1863
- Grundlinien zu einer Theorie des Lehrplans, 1879
- Der didaktische Materialismus, 1879
- Der didaktische Materialismus: eine zeitgeschichtliche Betrachtung und eine Buchrecension, 1886
- Die Gesellschaftskunde – eine notwendige Ergänzung des Geschichtsunterrichts, 1889
- Gesammelte Schriften, 1894
- Grundlinien einer Theorie des Lehrplans, 1894
- Denken und Gedächtnis, eine psychologische Monographie, 1894
- Der Sachunterricht als Grundlage des Sprachunterrichts, 1895
- Zur Ethik ..., 1895
- Zwei dringliche Reformen im Real- und Sprachunterricht, 1896
- Das Fundamentstück einer gerechten, gesunden, freien und friedlichen Schulverfassung, 1897
- Socialpädagogisches, 1900
- Die schulmäßige Bildung der Begriffe, 1901
- Gesammelte Schriften. 1. Beiträge zur pädagogischen Psychologie, 1, Denken und Gedächtnis, 1904
- Enchiridion der biblischen Geschichte: oder: Fragen zum Verständnis und zur Wiederholung verfelben, 1912
- Die drei Grundgebrechen der hergebrachten Schulverfassungen nebst bestimmten Vorschlägen zu ihrer Reform, 1961
- Schriften zur Theorie des Lehrplans, 1962
- Ausgewählte pädagogische Schriften, 1963[1][5].